# Университет Хоккайдо
Университет Хоккайдо (яп. 北海道大学 Хоккайдо Дайгаку,  или 北大 Хокудай) — национальный университет Японии. Он является одним из 7 Национальных Университетов. Университет расположен в центре города Саппоро, к северу от железнодорожной станции Саппоро, простирается приблизительно на 2,4 км.

## История
Университет Хоккайдо был первоначально основан в 1876 году как Сельскохозяйственный колледж Саппоро Уильямом С. Кларком при помощи пяти преподавателей и классом, состоящим из 24 студентов. 1 апреля 1918 года, в эпоху Тайсё, колледж становится Императорским университетом Хоккайдо (яп. 北海道帝國大學). Он был одним из девяти Императорских университетов. Школа медицины была создана в 1919 году, когда Сельскохозяйственный колледж стал факультетом сельского хозяйства. За этим последовало открытие инженерного факультета, факультета естественных наук и, в 1947 году, факультета права и литературы. Нынешнее название также вошло в употребление в 1947 году. В 1953 году при университете была основана аспирантура.
С 2004 года, в соответствии с новым законом, университет был включён в Корпорацию Национальных Университетов, которая распространяется на все национальные университеты. Хотя включение привело к увеличению финансирования и большей автономии, Университет Хоккайдо до сих пор контролируется Министерством образования.
В 2014 году Хоккайдо был выбран для участия в японской программе Super Global Universities Program. Эта программа предусматривает специальное финансирование для найма иностранных преподавателей.

## Факультеты

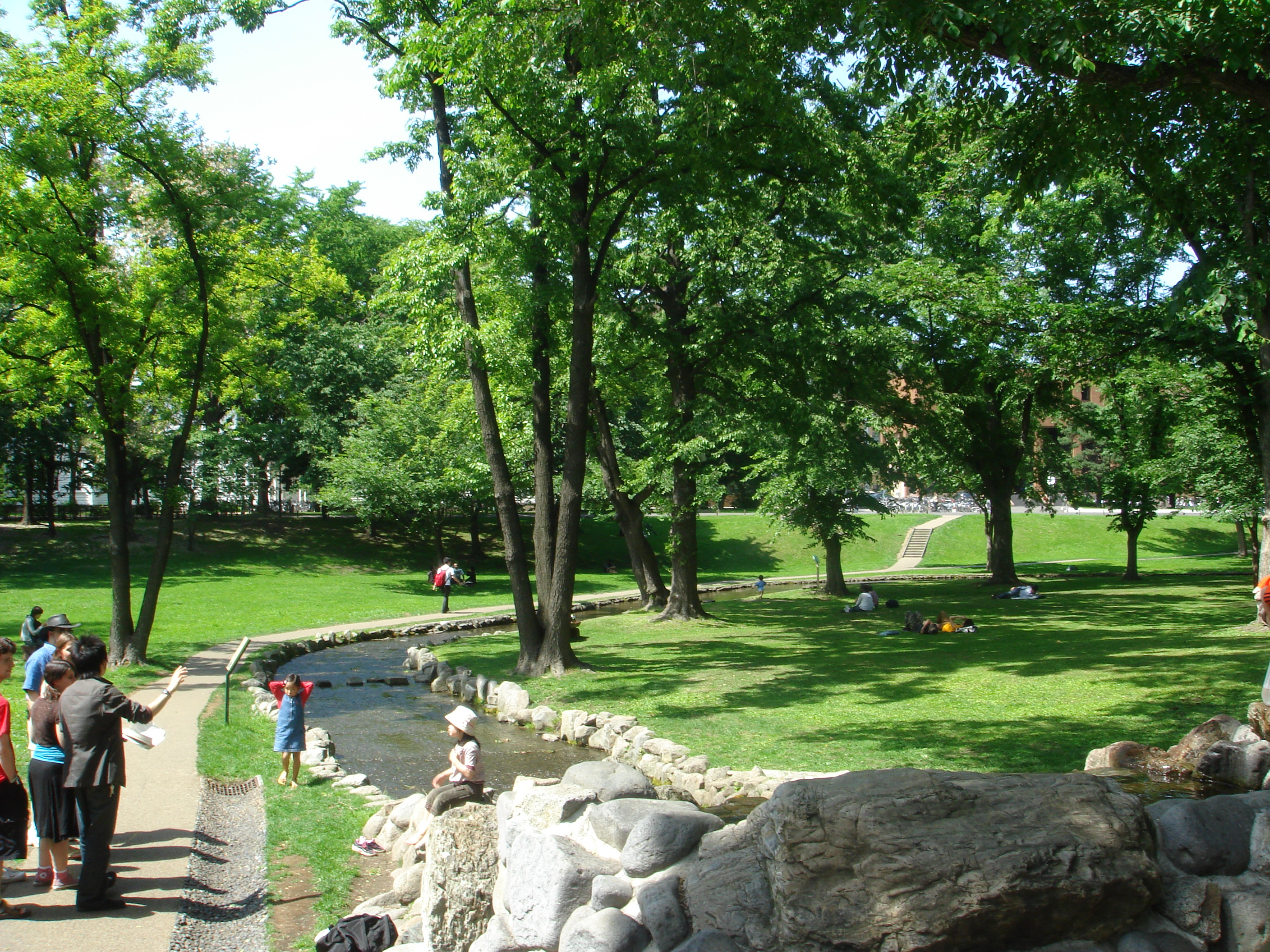
Кампус Саппоро

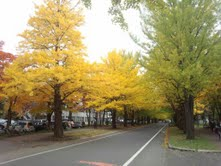
Кампус Саппоро

- Литературы
- Образования
- Права
- Экономики
- Медицины
- Стоматологии
- Инженерный
- Ветеринарной медицины
- Рыболовства
- Сельского хозяйства
- Фармацевтический
- Естественных наук

## Кампусы

### КампусСаппоро
Основной кампус Саппоро расположен к северу от железнодорожной станции Саппоро. На его территории размещены все факультеты, кроме факультета рыболовства и его аспирантуры.

### Кампус Хакодате
Кампус находится в городе Хакодате, расположенном в южной части Хоккайдо, и размещает факультет рыболовства и его аспирантуру. Учёба в данном кампусе начинается со второго семестра второго курса, в связи с тем, что в предыдущих семестрах студентам нужно пройти гуманитарные науки в кампусе Саппоро.